# Таш-Коргон
Таш-Коргон (кирг. Таш-Коргон) — село в Кадамжайском районе Баткенской области Кыргызстана. Входит в состав айылного аймака А. Масалиев.

## География
Село расположено в восточной части области, на левом берегу реки Исфайрамсай, на расстоянии приблизительно 28 километров (по прямой) к северо-востоку от города Кадамжай, административного центра района.

## Население
Согласно оценочным данным Национального статистического комитета Кыргызской Республики, численность населения села на начало 2023 года составляла 3207 человек.
| год     | 2009 | 2014 | 2015 | 2020 | 2021 | 2023 |
| ------- | ---- | ---- | ---- | ---- | ---- | ---- |
| человек | 2738 | 2782 | 2785 | 3109 | 3141 | 3207 |